# Krasnaja Rieczka (Chabarowsk)
Krasnaja Rieczka (ros. Красная Речка) – mikrorejon Chabarowska w dzielnicy Industrialnyj.
W 1931 roku Krasnaja Rieczka ostrzymała status osiedla robotniczego. W 1938 - osiedla typu miejskiego. W 1956 roku została włączona w granice Chabarowska, wówczas rejonu Stalińskiego.
W mikrorejonie znajduje się stacja kolejowa Krasnaja Rieczka na głównej magistrali Kolei Transsyberyjskiej, pomiędzy Chabarowskiem-1 a Bikinem.